# Sperrbezirk (Tierseuche)

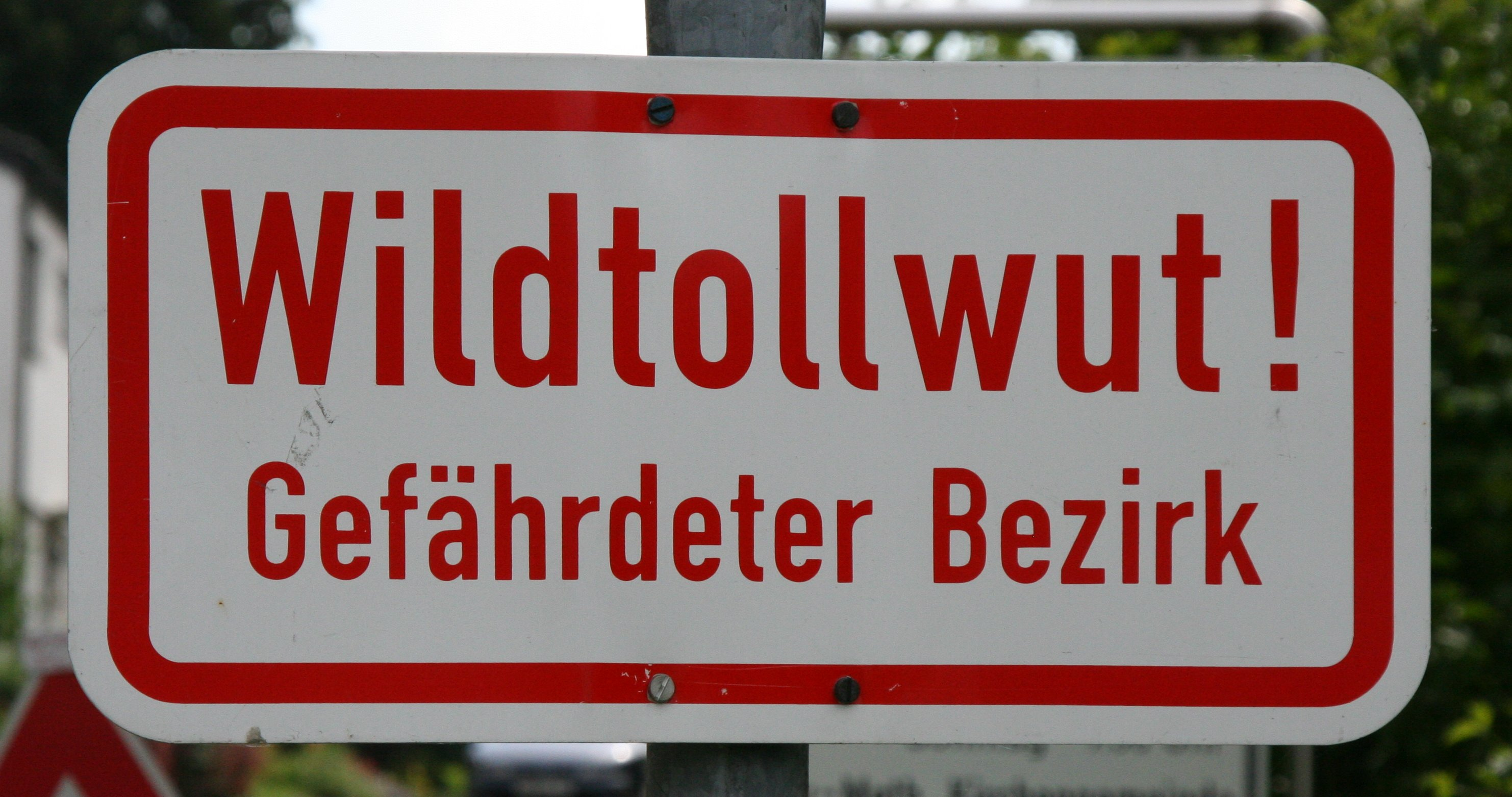
Gefährdeter Bezirk, eine Sonderform des Sperrbezirks

In der Bundesrepublik Deutschland kann ein Sperrbezirk von der zuständigen Behörde (Veterinäramt) zum Schutz gegen eine besondere Gefahr einer Tierseuche und für deren Dauer unter Berücksichtigung der beteiligten Wirtschafts- und Verkehrsinteressen angeordnet werden.
Wenn die Sperre des Stalles oder sonstigen Standortes seuchenkranker oder verdächtiger Tiere oder des Gehöftes nicht ausreicht, weil die Tierseuche ihrer Beschaffenheit nach eine größere und allgemeinere Gefahr darstellt, kann auch der Ort oder die Feldmark oder ein anders bestimmtes Gebiet gegen den Verkehr mit Tieren und mit solchen Gegenständen, die Träger des Ansteckungsstoffs sein können, gesperrt werden. Die Sperre kann auf einzelne Straßen oder Teile des Ortes oder der Feldmark beschränkt werden und bemisst sich in der Regel nach einem bestimmten Radius um den Seuchenherd z. B. ein Kilometer bei Bösartiger Faulbrut oder drei Kilometer bei klassischer Schweinepest.
Die Sperre der Feldmark oder eines über die Feldmark hinausgehenden Gebietes darf erst dann verfügt werden, wenn
1. der Ausbruch der Tierseuche oder der Verdacht des Ausbruchs durch das Gutachten des beamteten Tierarztes festgestellt ist oder
2. der Ausbruch der Tierseuche in einem Mitgliedstaat oder Drittland festgestellt ist und für die Tierseuche empfängliche Tiere in das Inland verbracht worden sind.

Die Tierseuchenverordnungen können die Bestimmung enthalten, dass der Sperrbezirk an den Hauptzufahrtswegen durch Schilder als solcher mit der deutlichen und haltbaren Aufschrift gekennzeichnet ist. Die Art der Tierseuche wird angegeben, also kann der Text beispielsweise lauten: „Schweinepest – Sperrbezirk“.
Alle Tiere der für die Seuche empfänglichen Arten, alle Betriebe und auch Privatpersonen haben die im Sperrbezirk geltenden Einschränkungen zu beachten. Die Einrichtung eines Sperrbezirks wird deshalb auf ortsübliche Weise öffentlich bekannt gemacht.